# روبرتو سواريز بيير
روبرتو سواريز بيير (بالإسبانية: Róber)‏ (16 فبراير 1995 في إسبانيا - ) هو لاعب كرة قدم إسباني في مركز الدفاع. لعب مع ديبورتيفو فابريل وديبورتيفو لاكورونيا.

## وصلات خارجية
- روبرتو سواريز بيير على موقع قاعدة بيانات كرة القدم.إي يو (الإنجليزية)
- روبرتو سواريز بيير على موقع Soccerway.com (الإنجليزية)
- روبرتو سواريز بيير على موقع عالم كرة القدم.نت (الإنجليزية)
- روبرتو سواريز بيير على موقع AS.com (الإسبانية)